# Пузаново (Красноярский край)
Пузаново — деревня в Тюхтетском районе Красноярского края России. Входит в состав Тюхтетского сельсовета. Находится на правом берегу реки Четь, примерно в 15 км к югу от районного центра, села Тюхтет, на высоте 210 метров над уровнем моря.

## История
Основана как переселенческий участок Пузановский в 1887 году. Входило в состав Боготольской волости Мариинского уезда.

## Население
| 2010 |
| ---- |
| 67   |

Гендерный состав
По данным Всероссийской переписи населения 2010 года 33 мужчины и 34 женщины из 67 чел.

## Улицы
Уличная сеть деревни состоит из 4 улиц.Центральная,Новая,Рабочая и Боровая.